# Dávid Betlehem
Dávid Betlehem (ur. 4 września 2003 w Szombathely) – węgierski pływak specjalizujący się w pływaniu na otwartych akwenach i w stylu dowolnym, brązowy medalista olimpijski z Paryża 2024, wicemistrz świata i Europy.

## Wyniki
| Impreza                     | Rok  | Gospodarz | st. dowolny | st. dowolny | mikst    | mikst    | na otwartym akwenie | na otwartym akwenie | na otwartym akwenie |
| Impreza                     | Rok  | Gospodarz | 800 m       | 1500 m      | 4x1250 m | 4x1500 m | 3 km                | 5 km                | 10 km               |
| --------------------------- | ---- | --------- | ----------- | ----------- | -------- | -------- | ------------------- | ------------------- | ------------------- |
| Igrzyska olimpijskie        | 2024 | Paryż     | —           | 4           | —        | —        | —                   | —                   | 03 !                |
| Mistrzostwa świata          | 2022 | Budapeszt | —           | —           | —        | 02 !     | —                   | 7                   | 5                   |
| Mistrzostwa świata          | 2023 | Fukuoka   | 12          | 15          | —        | 02 !     | —                   | 5                   | 16                  |
| Mistrzostwa świata          | 2024 | Doha      | 9           | 4           | —        | 03 !     | —                   | 6                   | 6                   |
| Mistrzostwa świata          | 2025 | Singapur  | 10          | 10          | —        | 03 !     | 02 !                | 6                   | 9                   |
| Mistrzostwa Europy          | 2021 | Budapeszt | —           | 12          | —        | —        | —                   | —                   | —                   |
| Mistrzostwa Europy          | 2022 | Rzym      | —           | —           | 02 !     | —        | —                   | 7                   | 9                   |
| Mistrzostwa Europy juniorów | 2021 | Rzym      | —           | 02 !        | —        | —        | —                   | —                   | —                   |